# Lohisaari (ö i Kivijärvi)
Lohisaari är en ö i Finland. Den ligger i sjön Kivijärvi och i kommunen Kivijärvi i den ekonomiska regionen  Saarijärvi-Viitasaari och landskapet Mellersta Finland, i den centrala delen av landet, 300 km norr om huvudstaden Helsingfors. Öns area är 2,9 hektar och dess största längd är 360 meter i sydöst-nordvästlig riktning.